# Mylo Xyloto
Mylo Xyloto – piąty album brytyjskiego zespołu rockowego Coldplay. Premiera odbyła się 24 października 2011 roku.

## Lista utworów
1. „Mylo Xyloto” – 0:45
2. „Hurts Like Heaven” – 3:56
3. „Paradise” – 4:35
4. „Charlie Brown” – 4:52
5. „Us Against the World” – 4:00
6. „M.M.I.X” – 0:48
7. „Every Teardrop Is a Waterfall” – 4:05
8. „Major Minus” – 3:31
9. „U.F.O.” – 2:18
10. „Princess of China (oraz Rihanna) – 4:07
11. „Up in Flames” – 3:15
12. „A Hopeful Transmission” – 0:33
13. „Don’t Let It Break Your Heart” – 3:52
14. „Up with the Birds” – 3:45

## Certyfikaty i sprzedaż
| Kraj                          | Certyfikat         | Sprzedaż   |
| ----------------------------- | ------------------ | ---------- |
| Australia (ARIA)              | 2x platynowa płyta | 140 000+   |
| Austria (IFPI Austria)        | złota płyta        | 10 000+    |
| Belgia (BEA)                  | platynowa płyta    | 30 000+    |
| Dania (IFPI Danmark)          | 3x platynowa płyta | 60 000+    |
| Finlandia (Musiikkituottajat) | platynowa płyta    | 21 000+    |
| Francja (SNEP)                | 3x platynowa płyta | 300 000+   |
| Hiszpania (Promusicae)        | platynowa płyta    | 60 000+    |
| Holandia (NVPI)               | platynowa płyta    | 50 000+    |
| Irlandia (IRMA)               | 2x platynowa płyta | 30 000+    |
| Kanada (MC)                   | 3x platynowa płyta | 240 000+   |
| Meksyk (AMPROFON)             | platynowa płyta    | 60 000+    |
| Niemcy (BVMI)                 | 2x platynowa płyta | 400 000+   |
| Norwegia (IFPI Norge)         | platynowa płyta    | 30 000+    |
| Nowa Zelandia (RMNZ)          | 2x platynowa płyta | 30 000+    |
| Portugalia (AFP)              | 2x platynowa płyta | 30 000+    |
| Stany Zjednoczone (RIAA)      | platynowa płyta    | 1 000 000+ |
| Szwajcaria (IFPI Schweiz)     | 2x platynowa płyta | 60 000+    |
| Szwecja (GLF)                 | platynowa płyta    | 40 000+    |
| Wielka Brytania (BPI)         | 5x platynowa płyta | 1 500 000+ |
| Włochy (FIMI)                 | 4x platynowa płyta | 200 000+   |